# Now I'm Here
Now I'm Here är en låt av rockgruppen Queen, skriven av gitarristen Brian May 1974 och utgiven på albumet "Sheer Heart Attack". Bandet spelade låten live under varje turné mellan 1974 och 1986.
Texten "Down in the city just Hoople and me" refererar till när Queen var förband till Mott the Hoople 1973 och 1974, och texten "Go, go, go, little queenie" är en referens till Chuck Berrys låt Little Queenie.

## Medverkande
- Freddie Mercury - sång, orgel
- Brian May - gitarr, kör, piano
- Roger Taylor - trummor, kör
- John Deacon - bas